# Agonum muelleri
Agonum muelleri là một loài bọ cánh cứng thuộc họ Carabidae đặc hữu của miền Cổ bắc, miền Tân bắc và Cận Đông. Ở châu Âu, nó phân bố ở Albania, Andorra, Áo, Açores, Belarus, Bỉ, Bosna và Hercegovina, Quần đảo Anh, Bulgaria, Croatia, Cộng hòa Séc, phần đất liền Đan Mạch, Estonia, Phần Lan, phần đất liền Pháp, Đức, Hungary, Ireland, phần đất liền Ý, Kaliningrad, Latvia, Liechtenstein, Litva, Luxembourg, Cộng hòa Macedonia, Moldova, Bắc Ireland, phần đất liền Na Uy, Ba Lan, phần đất liền Bồ Đào Nha, Nga, Sardegna, Sicilia (không chắc chắn), Slovakia, Slovenia, phần đất liền Tây Ban Nha, Thụy Điển, Thụy Sĩ, Hà Lan, Ukraina và Nam Tư (cũ).

## Hình ảnh

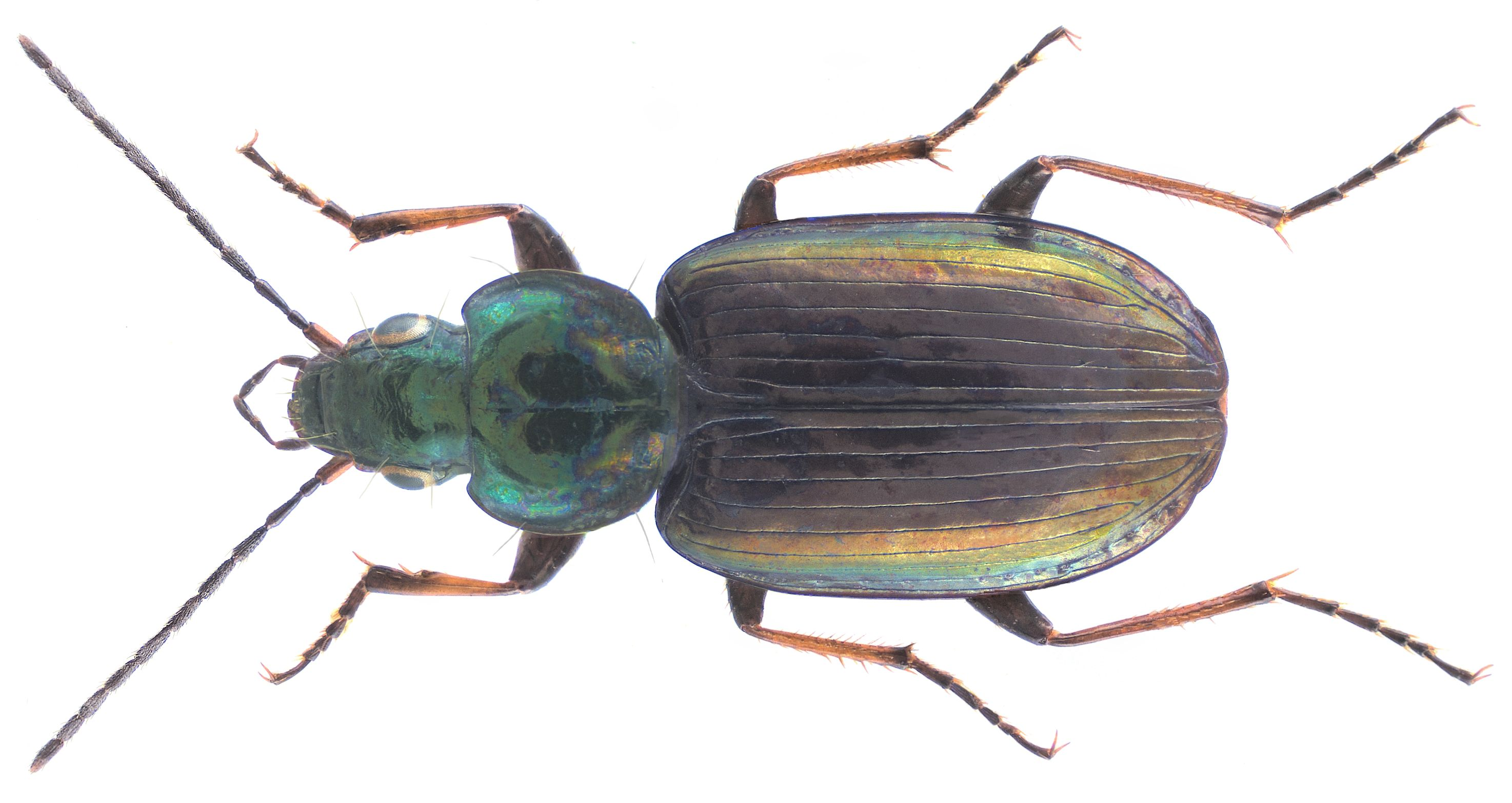
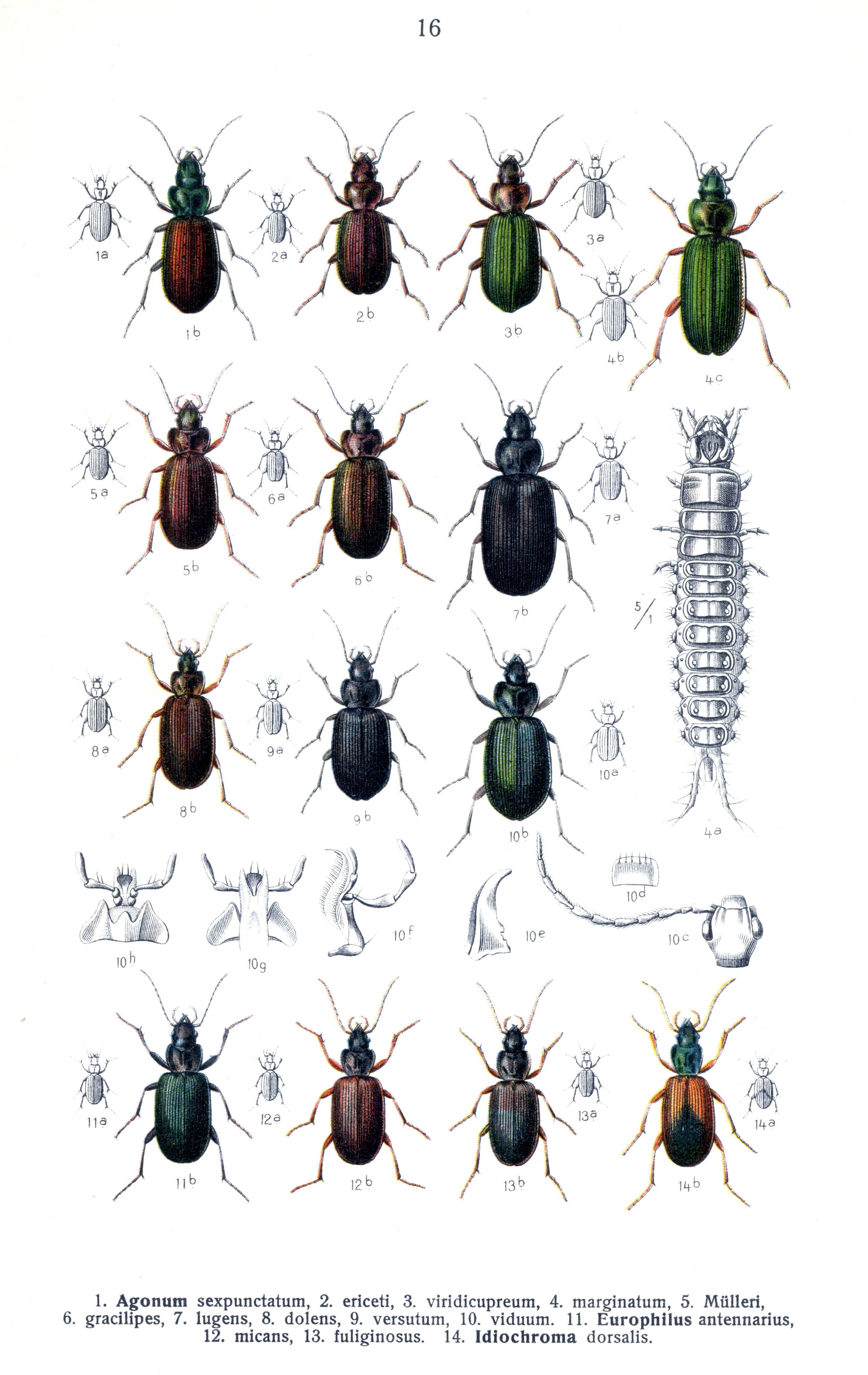
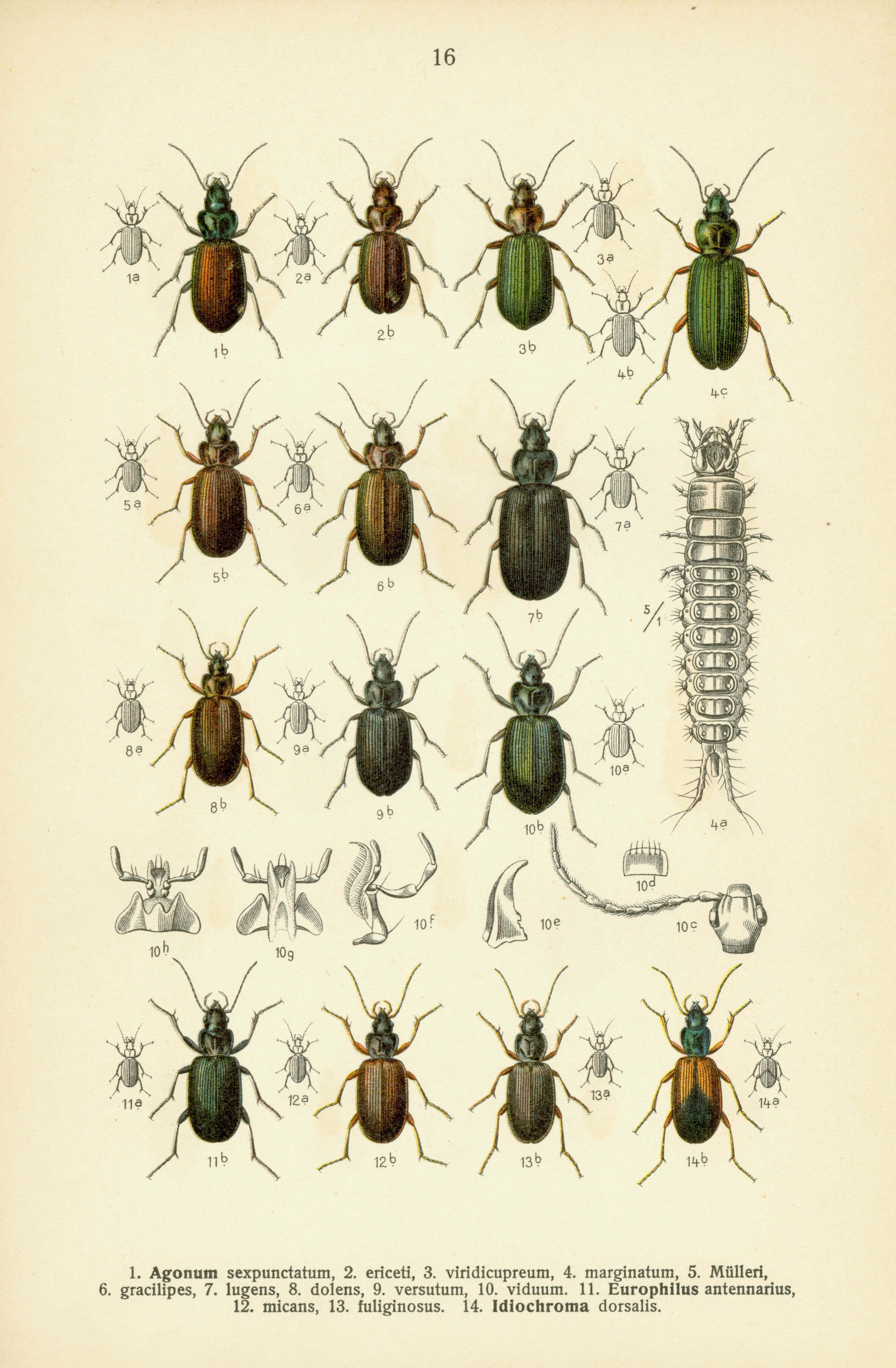